# Josep Andújar "Sé"
Josep Andújar Pérez (San Felíu de Guixols, Gerona, 30 de marzo de 1955) es un periodista y cantautor español principalmente en lengua catalana conocido artísticamente como Josep Andújar "Sé" o simplemente "Sé".

## Trayectoria artística
"Sé" se inicia musicalmente en la Costa Brava con su banda amateur de rock a los 17 años pero tras las influencias de un cantautor local conocido como Llibori (Josep Anton Pujol) pasa a interesarse por una música más intimista y empieza a sumar a su repertorio baladas cercanas a la chanson francesa, además de habaneras, blues, tangos, rumbas, swing, rock & roll, boleros, bossa nova...
En 1982 graba su primer sencillo (Pare Joan-Les portes de la llibertat) con el músico Josep Maria Bardagí, tras lo que se aleja de los escenarios durante trece años para ejercer profesionalmente como periodista ligado fundamentalmente al mundo de la radio, llegando a ser director de Ràdio Sant Feliu de San Felíu de Guixols, localidad de la Costa Brava en la que nació y en la que reside. También ha sido director de Ràdio Marina de Blanes, ha colaborado en Ràdio Girona, Ràdio Costa Brava de Palamós, Televisió Guíxols, diario El Punt, Diari de Girona, semanario Àncora, además de otros medios.
En 1995 vuelve a la música con el disco Ho he fet per tu, en 1999 publica su Viatge interior y en 2001 edita Minuts impossibles, entrando de lleno con estos trabajos en la canción de autor. Desde sus inicios se muestra cercano a los temas del mar y a la tradición de los pescadores del Bajo Ampurdán, a la música de raíz tradicional, a la habanera y la canción de taberna marinera que fomenta en sus recitales locales, siendo además impulsor de la muestra de canción de taberna de Sant Feliu, si bien Josep Andújar se considera principalmente cantautor, sumando a su propuesta de guitarra y voz la cercanía con el público contando con sus muchas tablas escénicas, ironía y buen humor.
Su trayectoria musical sigue creciendo discográficamente con el trabajo Confessions d'un solitari en 2003, Agulles de cap en 2005 y El mar i jo en 2008. Tras esta trayectoria en lengua catalana, decide editar su primer disco en castellano en 2010: Noche de perros, con adaptaciones de algunos de sus temas de canción de autor, con especial dedicación a sus baladas intimistas, en busca de nuevas audiencias.
El 24 de agosto de 2013 gana en San Pol de Mar el 5º Concurso de Composición de Habaneras de Cataluña "Vila Sant Pol de Mar" por el tema "El teu nom i l'onada", así como el de la votación popular. En el verano de 2014 publica su CD "Un mar de paraules". En el verano de 2019 publica un nuevo disco de temas inéditos bajo el título de "Amorimar".

## Discografía
- 1982 single "Pare Joan-Les portes de la llibertat"
- 1995 "Ho he fet per tu"
- 1999 "Viatge interior"
- 2001 "Minuts impossibles"
- 2003 "Confessions d'un solitari"
- 2005 "Agulles de cap"
- 2008 "El mar i jo"
- 2010 "Noche de perros"
- 2014 "Un mar de paraules"
- 2019 "Amorimar"